# 2019-es Formula–E New York nagydíj
A 2019-es Formula–E New York nagydíj egy kettő fordulóból álló versenyhétvége volt, amelyet július 13-án és 14-én rendeztek meg a brooklyni utcai pályán. A 2018–2019-es szezon utolsó versenyei előtt 32 pontos előnnyel vezette a bajnokságot Jean-Éric Vergne. A francia versenyző megőrizte elsőségét a bajnokságban, így ő lett az első résztvevő a sorozat történetében, aki többszörös bajnokká avanzsált.

## 1. Időmérő
| Pozíció | #  | Versenyző              | Csapat                    | CS       | SP       | Rajthely |
| ------- | -- | ---------------------- | ------------------------- | -------- | -------- | -------- |
| 1       | 23 | Sébastien Buemi        | Nissan e.dams             | 1:10.556 | 1:10.188 | 1        |
| 2       | 94 | Pascal Wehrlein        | Mahindra                  | 1:10.589 | 1:10.600 | 2        |
| 3       | 3  | Alex Lynn              | Panasonic Jaguar Racing   | 1:10.669 | 1:10.696 | 3        |
| 4       | 66 | Daniel Abt             | Audi Sport ABT Schaffler  | 1:10.761 | 1:10.894 | 4        |
| 5       | 27 | Alexander Sims         | BMW i Andretti Motorsport | 1:10.590 | 1:10.899 | 5        |
| 6       | 2  | Sam Bird               | Envision Virgin Racing    | 1:10.588 | 1:11.094 | 6        |
| 7       | 7  | José María López       | Geox Dragon Racing        | 1:10.836 |          | 7        |
| 8       | 28 | António Félix da Costa | BMW i Andretti Motorsport | 1:10.845 |          | 8        |
| 9       | 4  | Robin Frijns           | Envision Virgin Racing    | 1:10.854 |          | 9        |
| 10      | 25 | Jean-Éric Vergne       | DS Techeetah              | 1:10.933 |          | 10       |
| 11      | 6  | Maximilian Günther     | Geox Dragon Racing        | 1:11.005 |          | 11       |
| 12      | 8  | Tom Dillmann           | NIO Formula E Team        | 1:11.006 |          | 12       |
| 13      | 20 | Mitch Evans            | Jaguar Racing             | 1:11.065 |          | 13       |
| 14      | 11 | Lucas di Grassi        | Audi Sport ABT Schaffler  | 1:11.080 |          | 14       |
| 15      | 17 | Gary Paffett           | HWA Racelab               | 1:11.095 |          | 15       |
| 16      | 36 | André Lotterer         | DS Techeetah              | 1:11.222 |          | 16       |
| 17      | 48 | Edoardo Mortara        | Venturi                   | 1:11.326 |          | 21[a]    |
| 18      | 16 | Oliver Turvey          | NIO Formula E Team        | 1:11.413 |          | 17       |
| 19      | 5  | Stoffel Vandoorne      | HWA Racelab               | 1:11.449 |          | 18       |
| 20      | 22 | Oliver Rowland         | Nissan e.dams             | 1:11.605 |          | 19       |
| 21      | 19 | Felipe Massa           | Venturi                   | 1:14.862 |          | 20       |
| HN      | 64 | Jérôme d’Ambrosio      | Mahindra                  | 1:18.262 |          | 22[b]    |
| Forrás: |    |                        |                           |          |          |          |

Megjegyzések:
- ↑ a:  Edoardo Mortara öt rajthelyes büntetést és két büntetőpontot kapott az előző versenyen okozott balesetéért.[7]
- ↑ b:  Jérôme d’Ambrosio nem teljesítette a kvalifikáláshoz szükséges követelményt, azonban utólagos engedéllyel elindulhatott a versenyen.[8]

## FanBoost
| Versenyző              | Csapat                    | Alkalom |
| ---------------------- | ------------------------- | ------- |
| Sébastien Buemi        | Nissan e.dams             | 11      |
| Lucas di Grassi        | Audi Sport ABT Schaffler  | 6       |
| António Félix da Costa | BMW i Andretti Motorsport | 12      |
| Daniel Abt             | Audi Sport ABT Schaffler  | 11      |
| Stoffel Vandoorne      | HWA Racelab               | 12      |
| Forrás:                |                           |         |

## 1. verseny
| Pozíció | #  | Versenyzó              | Csapat                    | Körök | Idő/kiesés oka | Rajthely | Pontok  |
| ------- | -- | ---------------------- | ------------------------- | ----- | -------------- | -------- | ------- |
| 1       | 23 | Sébastien Buemi        | Nissan e.dams             | 36    | 46:16.399      | 1        | 25+3[c] |
| 2       | 20 | Mitch Evans            | Jaguar Racing             | 36    | +0.932         | 13       | 18      |
| 3       | 28 | António Félix da Costa | BMW i Andretti Motorsport | 36    | +1.216         | 8        | 15      |
| 4       | 27 | Alexander Sims         | BMW i Andretti Motorsport | 36    | +2.971         | 5        | 12      |
| 5       | 11 | Lucas di Grassi        | Audi Sport ABT Schaffler  | 36    | +3.537         | 14       | 10      |
| 6       | 66 | Daniel Abt             | Audi Sport ABT Schaffler  | 36    | +4.380         | 4        | 8+1[d]  |
| 7       | 94 | Pascal Wehrlein        | Mahindra                  | 36    | +6.543         | 2        | 6       |
| 8       | 2  | Sam Bird               | Envision Virgin Racing    | 36    | +13.829[e]     | 6        | 4       |
| 9       | 64 | Jérôme d'Ambrosio      | Mahindra                  | 36    | +23.719[f]     | 22       | 2       |
| 10      | 16 | Oliver Turvey          | NIO Formula E Team        | 36    | +25.038        | 17       | 1       |
| 11      | 17 | Gary Paffett           | HWA Racelab               | 36    | +27.831        | 15       |         |
| 12      | 7  | José María López       | Geox Dragon Racing        | 36    | +34.729        | 7        |         |
| 13      | 5  | Stoffel Vandoorne      | HWA Racelab               | 36    | +50.564        | 18       |         |
| 14      | 22 | Oliver Rowland         | Nissan e.dams             | 36    | +1:23.962      | 19       |         |
| 15      | 25 | Jean-Éric Vergne       | DS Techeetah              | 36    | +1:34.508      | 10       |         |
| 16      | 19 | Felipe Massa           | Venturi                   | 35    | Ütközés        | 20       |         |
| 17      | 36 | André Lotterer         | DS Techeetah              | 35    | +1 kör         | 16       |         |
| Ki      | 6  | Maximilian Günther     | Geox Dragon Racing        | 28    | Ütközés        | 11       |         |
| Ki      | 48 | Edoardo Mortara        | Venturi                   | 27    | Baleset        | 21       |         |
| Ki      | 3  | Alex Lynn              | Jaguar Racing             | 18    | Technika       | 3        |         |
| Ki      | 4  | Robin Frijns           | Envision Virgin Racing    | 15    | Ütközés        | 9        |         |
| Ki      | 8  | Tom Dillmann           | NIO Formula E Team        | 1     | Ütközés        | 12       |         |
| Forrás: |    |                        |                           |       |                |          |         |

Megjegyzések:
- ↑ c:  +3 pont a pole-pozícióért.
- ↑ d:   +1 pont a leggyorsabb körért.
- ↑ e:  Sam Bird tíz másodperces időbüntetést kapott, baleset okozása miatt.[11]
- ↑ f:  Jérôme d’Ambrosio öt másodperces időbüntetést kapott, egy másik versenyző kiszorítása miatt.[12]

## 2. Időmérő
| Pozíció | #  | Versenyző              | Csapat                    | CS       | SP       | Rajthely |
| ------- | -- | ---------------------- | ------------------------- | -------- | -------- | -------- |
| 1       | 27 | Alexander Sims         | BMW i Andretti Motorsport | 1:09.690 | 1:09.617 | 1        |
| 2       | 4  | Robin Frijns           | Envision Virgin Racing    | 1:09.839 | 1:09.712 | 2        |
| 3       | 23 | Sébastien Buemi        | Nissan e.dams             | 1:09.930 | 1:09.729 | 3        |
| 4       | 2  | Sam Bird               | Envision Virgin Racing    | 1:09.852 | 1:09.895 | 4        |
| 5       | 5  | Stoffel Vandoorne      | HWA Racelab               | 1:09.783 | 1:09.994 | 5        |
| 6       | 66 | Daniel Abt             | Audi Sport ABT Schaffler  | 1:09.829 | 1:10.096 | 6        |
| 7       | 22 | Oliver Rowland         | Nissan e.dams             | 1:09.979 |          | 7        |
| 8       | 20 | Mitch Evans            | Jaguar Racing             | 1:09.990 |          | 8        |
| 9       | 17 | Gary Paffett           | HWA Racelab               | 1:10.082 |          | 9        |
| 10      | 48 | Edoardo Mortara        | Venturi                   | 1:10.144 |          | 10       |
| 11      | 11 | Lucas di Grassi        | Audi Sport ABT Schaffler  | 1:10.182 |          | 11       |
| 12      | 25 | Jean-Éric Vergne       | DS Techeetah              | 1:10.205 |          | 12       |
| 13      | 7  | José María López       | Geox Dragon Racing        | 1:10.279 |          | 13       |
| 14      | 28 | António Félix da Costa | BMW i Andretti Motorsport | 1:10.296 |          | 14       |
| 15      | 16 | Oliver Turvey          | NIO Formula E Team        | 1:10.366 |          | 15       |
| 16      | 64 | Jérôme d'Ambrosio      | Mahindra                  | 1:10.431 |          | 16       |
| 17      | 8  | Tom Dillmann           | NIO Formula E Team        | 1:10.500 |          | 20[g]    |
| 18      | 94 | Pascal Wehrlein        | Mahindra                  | 1:10.501 |          | 17       |
| 19      | 6  | Maximilian Günther     | Geox Dragon Racing        | 1:10.580 |          | 18       |
| 20      | 36 | André Lotterer         | DS Techeetah              | 1:10.626 |          | 19       |
| 21      | 3  | Alex Lynn              | Jaguar Racing             | 1:12.464 |          | 21[h]    |
| HN      | 19 | Felipe Massa           | Venturi                   | 1:19.758 |          | 22[i]    |
| Forrás: |    |                        |                           |          |          |          |

Megjegyzések:
- ↑ g:  Tom Dillmann három rajthelyes büntetést és két büntetőpontot kapott Gary Paffett feltartása miatt.[17]
- ↑ h:  Alex Lynn eredetileg egy húsz rajthelyes büntetést kapott volna az elektromos motor (MGU) kicserélése miatt, azonban a brit a 21. rajtkockát szerezte meg, így nem tudta letölteni a büntetést, ezért ez egy áthajtásos büntetéssé módosult.[18][19]
- ↑ i:  Felipe Massa nem teljesítette a kvalifikáláshoz szükséges követelményt, azonban utólagos engedéllyel elindulhatott a versenyen.[20]

## 2. verseny
| Pozíció | #  | Versenyzó              | Csapat                    | Körök | Idő/kiesés oka   | Rajthely | Pontok  |
| ------- | -- | ---------------------- | ------------------------- | ----- | ---------------- | -------- | ------- |
| 1       | 4  | Robin Frijns           | Envision Virgin Racing    | 36    | 47:22.289        | 2        | 25      |
| 2       | 27 | Alexander Sims         | BMW i Andretti Motorsport | 36    | +3.200           | 1        | 18+3[j] |
| 3       | 23 | Sébastien Buemi        | Nissan e.dams             | 36    | +3.912           | 3        | 15      |
| 4       | 2  | Sam Bird               | Envision Virgin Racing    | 36    | +4.270           | 4        | 12      |
| 5       | 66 | Daniel Abt             | Audi Sport ABT Schaffler  | 36    | +4.757           | 6        | 10+1[k] |
| 6       | 22 | Oliver Rowland         | Nissan e.dams             | 36    | +8.382           | 7        | 8       |
| 7       | 25 | Jean-Éric Vergne       | DS Techeetah              | 36    | +9.446           | 12       | 6       |
| 8       | 5  | Stoffel Vandoorne      | HWA Racelab               | 36    | +9.738           | 5        | 4       |
| 9       | 28 | António Félix da Costa | BMW i Andretti Motorsport | 36    | +11.727          | 14       | 2       |
| 10      | 17 | Gary Paffett           | HWA Racelab               | 36    | +12.251          | 9        | 1       |
| 11      | 64 | Jérôme d'Ambrosio      | Mahindra                  | 36    | +18.944          | 16       |         |
| 12      | 94 | Pascal Wehrlein        | Mahindra                  | 36    | +27.144          | 17       |         |
| 13      | 16 | Oliver Turvey          | NIO Formula E Team        | 36    | +28.045          | 15       |         |
| 14      | 8  | Tom Dillmann           | NIO Formula E Team        | 36    | +28.580          | 20       |         |
| 15      | 19 | Felipe Massa           | Venturi                   | 36    | +28.635          | 22       |         |
| 16      | 3  | Alex Lynn              | Jaguar Racing             | 36    | +41.420[l]       | 21       |         |
| 17      | 20 | Mitch Evans            | Jaguar Racing             | 36    | +1:27.009[l],[m] | 8        |         |
| 18      | 11 | Lucas di Grassi        | Audi Sport ABT Schaffler  | 35    | Ütközés          | 11       |         |
| 19      | 6  | Maximilian Günther     | Geox Dragon Racing        | 34    | Energia          | 18       |         |
| Ki      | 48 | Edoardo Mortara        | Venturi                   | 17    | Fékek            | 10       |         |
| Ki      | 36 | André Lotterer         | DS Techeetah              | 3     | Ütközés[n]       | 19       |         |
| Ki      | 7  | José María López       | Geox Dragon Racing        | 2     | Ütközés          | 13       |         |
| Forrás: |    |                        |                           |       |                  |          |         |

Megjegyzések:
- ↑ j:   +3 pont a pole-pozícióért.
- ↑ k:  +1 pont a leggyorsabb körért.
- ↑ l:  Mindkét Panasonic Jaguar Racing versenyző (Lynn és Evans) áthajtásos büntetést kapott, amelyet később 22 másodperces időbüntetéssé módosítottak, amiért a megengedettnél több energiát használtak.[22][23]
- ↑ m:  Mitch Evans egy 10 másodperces stop-and-go büntetést kapott, ami később egy 37 másodperces időbüntetéssé módosult, amiért ütközött Lucas di Grassival.
- ↑ n:  André Lotterer egy 22 másodperces időbüntetést és három büntetőpontot kapott, amiért ütközött José María Lópezzel.[24]

## A világbajnokság állása a verseny után (a bajnokság végeredménye)
(Teljes táblázat)
| H  | Versenyzők       | Pont | H  | Konstruktőrök             | Pont |
| -- | ---------------- | ---- | -- | ------------------------- | ---- |
| 1. | Jean-Éric Vergne | 136  | 1. | DS Techeetah              | 222  |
| 2. | Sébastien Buemi  | 119  | 2. | Audi Sport ABT Schaffler  | 203  |
| 3. | Lucas di Grassi  | 108  | 3. | Envision Virgin Racing    | 191  |
| 4. | Robin Frijns     | 106  | 4. | Nissan e.dams             | 190  |
| 5. | Mitch Evans      | 105  | 5. | BMW i Andretti Motorsport | 156  |

- Jegyzet: Csak az első 5 helyezett van feltüntetve mindkét táblázatban.